# Euchromia collaris
Euchromia collaris är en fjärilsart som beskrevs av Swinhoe 1905. Euchromia collaris ingår i släktet Euchromia och familjen björnspinnare. Inga underarter finns listade i Catalogue of Life.